# Шамхалов, Меджид Баба оглы
Меджид Баба оглы Шамхалов (азерб. Məcid Baba oğlu Şamxalov) — азербайджанский и советский актёр и драматург. Заслуженный артист Азербайджанской ССР (1949).

## Биография
Меджид Баба оглы Шамхалов родился 2 мая 1907 года в селе Гюлаблы (ныне в Агдамском районе Азербайджана), Шушинского уезда, Елизаветпольской губернии. Согласно другой версии, родился в городе Сараб в Южном Азербайджане, а затем в детстве вместе с родителями переехал в современный Агдамский район.
Начальное образование получил в родном селе. В 1918 году вместе с семьёй переехал в Баку, где окончил русско-татарскиую школу, директором которой был Сулейман Сани Ахундов. После окончания государственного театрального техникума им. Мирзы Фатали Ахундова (1924—1926) связывает свою судьбу со сценой. Работал в Азербайджанском академическом драматическом театре. В 1949 году стал Заслуженным артистом Азербайджана.
Его первая пьеса «Мензер» была опубликована в 1955 году Азербайджанским государственным издательством.
Скончался актёр 13 октября 1984 года.

## Фильмография
- 1924 — Легенда о Девичьей Башне
- 1930 — Лятиф — тракторист
- 1935 — Игра в любовь — Керим
- 1938 — Бакинцы — хозяин фабрики
- 1956 — Чёрные скалы — врач
- 1978 — Свекровь (фильм снят по мотивам одноимённой пьесы Шамхалова)